# Kaniga (periodiskt vattendrag i Burundi, Bubanza)
Kaniga är ett periodiskt vattendrag i Burundi.   Det ligger i provinsen Bubanza, i den nordvästra delen av landet, 40 kilometer norr om huvudstaden Bujumbura.
Omgivningarna runt Kaniga är en mosaik av jordbruksmark och naturlig växtlighet. Runt Kaniga är det tätbefolkat, med 383 invånare per kvadratkilometer.